# NGC 6769
NGC 6769 је спирална галаксија у сазвежђу Паун која се налази на NGC листи објеката дубоког неба.
Деклинација објекта је - 60° 30' 3" а ректасцензија 19h 18m 22,8s. Привидна величина (магнитуда) објекта NGC 6769 износи 11,6 а фотографска магнитуда 12,4. NGC 6769 је још познат и под ознакама ESO 141-48, VV 304, AM 1914-603, PGC 63042.